# Andrena banffensis
Andrena banffensis is een vliesvleugelig insect uit de familie Andrenidae. De wetenschappelijke naam van de soort is voor het eerst geldig gepubliceerd in 1924 door Henry Lorenz Viereck.